# Paola Rojas
Paola Rojas Hinojosa  (Ciudad de México, 20 de noviembre de 1976) es una periodista mexicana. A lo largo de su carrera, ha conducido tanto programas de entretenimiento como noticiero e informativos.

## Biografía
Trabajó como animadora en Reino Aventura, parque de diversiones de la Ciudad de México, que ahora lleva el nombre de Six Flags. Se graduó como licenciada en Ciencias de la Comunicación por la Universidad Nacional Autónoma de México. Posteriormente estudió una maestría en filosofía en la Universidad Anáhuac.
Inició su carrera periodística en la radiodifusora Vox F.M., donde compartió los micrófonos con el periodista Ricardo Rocha en el noticiero Detrás de la noticia. Posteriormente ingresó al canal Telehit donde condujo el programa Válvula de Escape.
Durante 2002 fungió como juez del programa de telerrealidad Popstars y realizó el programa Encuentros cercanos a lado de Alfonso Vera.
En 2003 condujo la emisión radiofónica La Talacha en W Radio. En 2004 formó parte del equipo de Planeta 3... a diario y participó con Víctor Trujillo en el noticiario El cristal con que se mira.
A principios de 2006 estuvo al frente del programa Caza de campaña, sobre el trabajo de campaña electoral de los candidatos a la Presidencia.
De 2005 a 2016 fue conductora titular del noticiero A las tres y del informativo radiofónico Paola Rojas en Fórmula de la cadena Radio Fórmula.
Formó parte del patronato del Club Universidad Nacional en el período 2012-2014.
De 2016 hasta 2023, condujo el noticiero matutino Al aire con Paola Rojas, uno de los dos principales noticieros matutinos de la cadena Televisa, en Las Estrellas.
Desde 2018, forma parte del programa Netas divinas en Unicable, ambos de la cadena Televisa. Asimismo, desde septiembre de 2016, colabora en el diario El Universal con la columna «Fuera del Aire».
El 18 de septiembre de 2024 a través de redes sociales anunció su retiro del programa Netas divinas y de Televisa.
Se integra a Grupo Imagen en la señal Imagen Televisión, donde conduce el noticiario De pisa y corre, sustituye a Nacho Lozano.

## Conducción
- De pisa y corre (2024-presente)
- Netas divinas (2018-2024)
- Al aire con Paola Rojas (2016-2023)
- Caza de campaña (2006)
- A las tres (2005-2016)
- El cristal con que se mira (2004)
- Planeta 3... a diario (2004)
- Encuentros cercanos  (2002)
- Válvula de escape
- Detrás de la noticia

## Programas televisivos
- Destino 2024 (Imagen Televisión)
- La última y nos vamos (2020)
- De pisa y corre (2020) Invitada
- Sale el sol (2019, 2020) Invitada
- Ventaneando (2020) Invitada
- Me caigo de risa (2019) Invitada
- D Gneraciones (2018) Invitada
- Un nuevo día (2018) Invitada
- Suelta la sopa (2018) Invitada
- En la luna con Jesús Guzmán (2017) Invitada
- GudNite (2015)
- TV churros (2007) Ella misma
- Incógnito (2005-2008)- Narradora

## Realitys show
- Veo cómo cantas (2023) Narradora
- ¿Quién es la máscara? (2019-2023) Narradora[9]
- La voz... México (2018) Narradora
- Popstars (2002) Juez

## Concursos de televisión
- 100 mexicanos dijeron (2019) participante

## Comerciales
- Empieza temprano / Unicef (2020)
- LeerMX (2016)
- Reino aventura (1993)

## Radio
- Paola Rojas en Fórmula (varios años)
- La talacha (2003)
- Vox F.M.

## Revistas
- El Universal (2016-presente)

## Premios
- 2019: Participación especial otorgado por el programa Me caigo de risa.
- 2007: Mujer líder otorgado por la revista Mujer ejecutiva.[10]